# David Lee Smith
David Lee Smith (Birmingham, 8 settembre 1963) è un attore statunitense.
Originario dell'Alabama, Smith ha interpretato numerosi ruoli in serie televisive, tra cui quello del tenente Rick Stetler in CSI: Miami tra il 2003 e il 2010, quello di Mark in The Naked Truth nel 1997 e quello di Vincent Massick in Savannah nel 1996. Al cinema il suo ruolo principale è stato quello del personaggio di John Oldman, l'immortale uomo di Cro-Magnon dall'età di 14.000 anni, protagonista del film L'uomo che venne dalla Terra (The Man from Earth) del 2007. 

## Filmografia

### Cinema
- Fight Club, regia di David Fincher (1999)
- I sublimi segreti delle Ya-Ya sisters (Divine Secrets of the Ya-Ya Sisterhood), regia di Callie Khouri (2002)
- I passi dell'amore - A Walk to Remember (A Walk to Remember), regia di Adam Shankman (2002)
- Mysterious Skin, regia di Gregg Araki (2004)
- L'uomo che venne dalla Terra (The Man from Earth), regia di Richard Schenkman (2007)
- Zodiac, regia di David Fincher (2007)
- Janie Jones, regia di David M. Rosenthal (2010)
- The Man from Earth: Holocene, regia Richard Schenkman (2017)
- Vite parallele (Between Worlds), regia di Maria Pulera (2018)

### Televisione
- Così gira il mondo (As the World Turns) – serial TV (1992)
- Belle e pericolose (Dangerous Curves) – serie TV, 1 episodio (1992)
- La valle dei pini (All My Children) – serial TV (1993)
- Una vita da vivere (One Life to Live) – serial TV (1994)
- XXX's & OOO's – film TV (1994)
- Susan – serie TV, 1 episodio (1996)
- Due poliziotti a Palm Beach (Silk Stalkings) – serie TV, 1 episodio (1996)
- Savannah – serie TV, 9 episodi (1996)
- Pacific Blue – serie TV, 3 episodi (1996-1997)
- Dharma & Greg – serie TV, 1 episodio (1997)
- The Naked Truth – serie TV, 5 episodi (1997)
- Star Trek: Voyager – serie TV, episodio 3x18 (1997)
- Saranno famosi a Los Angeles (Fame L.A.) – serie TV, 1 episodio (1998)
- Just Shoot Me! – serie TV, 1 episodio (1998)
- JAG - Avvocati in divisa (JAG) – serie TV, 2 episodi (1998-2001)
- Jack & Jill – serie TV, 1 episodio (1999)
- Providence – serie TV, 3 episodi (1999)
- V.I.P. Vallery Irons Protection – serie TV, 1 episodio (2000)
- Cover Me: Based on the True Life of an FBI Family – serie TV, 1 episodio  (2001)
- The Division – serie TV, 1 episodio (2002)
- CSI - Scena del crimine (CSI: Crime Scene Investigation) – serie TV, 2 episodi (2002-2004)
- CSI: Miami – serie TV, 34 episodi (2003-2010)
- Like Family – serie TV, 2 episodi (2004)
- The Handler – serie TV, 1 episodio (2004)
- The Big Empty – cortometraggio (2005)
- Gone But Not Forgotten – film TV (2005)
- Dollhouse – serie TV, 1 episodio (2009)
- Il momento di tornare – film TV (2009)
- Lawmen - La storia di Bass Reeves (Lawmen: Bass Reeves), regia di Christina Alexandra Voros e Damian Marcano – miniserie TV, puntata 1 (2023)

## Doppiatori italiani
Nelle versioni in italiano delle opere in cui ha recitato, David Lee Smith è stato doppiato da:
- Andrea Ward in Star Trek: Voyager
- Vittorio De Angelis in CSI - Scena del crimine (ep.3x06)
- Massimo Bitossi in CSI - Scena del crimine (ep.5x06)
- Valerio Sacco in CSI: Miami
- Enrico Di Troia in Zodiac
- Fabrizio Picconi ne L'uomo che venne dalla terra